# Navadna trdokožnica
Navadna trdokožnica (znanstveno ime Scleroderma citrinum) je gliva iz rodu trdokožnic (Scleroderma).

## Značilnosti
Trosnjak je krompirjaste oblike, rumeno rjave barve in ima grobo razpokano površino. Ob zrelosti se na vrhu raztrga in skozi vedno večjo odprtino začnejo izhajati trosi. Zunanja ovojnica je trda in usnjata, gleba v notranjosti je najprej blede barve, ko trosi dozorevajo postane vijoličasto črne barve in nato razpade v trosno maso.
Beta nima. Na podlago je pritrjena z micelijskimi rizomorfami.

## Razširjenost in življenjski prostor
Je ektomikorizna gliva s simbiotskim razmerjem z nekaterimi drevesnimi vrstami in vpliva na raznolikost talnih bakterijskih združb.
Pogosto raste v kolonijah številnih osebkov, v listnatih gozdovih ali v mestnih parkih in včasih celo na majhnih gredicah; na gnijočih štorih, propadajočem listju ali na zorani zemlji; od poletja do pozne jeseni. Pri reguliranju njihovega števila pomaga zajedalski pagoban, ki raste neposredno iz njenega trosnjaka in jo naredi sterilno.

## Mikroskopske značilnosti
Trosni prah je črno rjav. Trosi so okrogli z mrežasto povezanimi bodicami in merijo 8-13 µm.

## Podobne vrste
- mekinasta trdokožnica (Scleroderma aerolatum)
- gladka trdokožnica (Scleroderma cepa)
- bradavičasta trdokožnica (Scleroderma verrucosum)
- betičasta prašnica (Lycoperdon perlatum)
- hruškasta prašničarka (Apioperdon pyriforme)

## Uporabnost
Strupena. Povzroča gastrointestinalni sindrom. 
Izpostavljenost trosom lahko povzroči solzenje, alergijski rinitis in izcejanje iz nosu ter konjunktivitis.
Učinkovine, ki so odgovorne za zastrupitve še niso bile izolirane in identificirane.

## Galerija slik
- Ilustracija: Albin Schmalfuß 1898
- Ilustracija: Bresadola 1932
- Trosnjak z odprtino za izhajanje trosov
- Navadna trdokožnica z zajedalskima pagobanoma
- Ostanek ovojnice po izmetu trosov
- Prerez
- Trosi